# Vírus varicela-zoster
Vírus varicela-zoster (VVZ) é um dos oito vírus da herpes conhecidos por infectar os seres humanos e outros vertebrados. O VVZ afeta apenas os seres humanos, e comumente causa a varicela em crianças, adolescentes e adultos jovens e herpes zoster (cobreiro) em adultos e raramente em crianças. O vírus Varicela-Zoster é conhecido por muitos nomes, incluindo o vírus da catapora, vírus da varicela, vírus zoster e herpesvírus humano tipo 3 (HHV-3).
O vírus infecta os nervos, e causa uma grande variedade de sintomas. Após a infecção primária (varicela), o vírus entra em estado dormente nos nervos, incluindo os nervos gânglios cranianos, gânglios da raiz dorsal e gânglios autonômicos. Muitos anos depois que o paciente se recupera da catapora, o VVZ pode ser reativado causando uma série de condições neurológicas.

## Doença humana
Os resultados primários da infecção pelo vírus varicela zoster em varicela, que podem resultar em complicações, incluindo encefalite ou pneumonia (ou pneumonia viral direta ou pneumonia bacteriana secundária). Mesmo quando os sintomas clínicos de varicela tem resolvido, o VVZ permanece dormente no sistema nervoso da pessoa infectada (latência do vírus), no gânglio da raiz dorsal e trigeminal.
Em cerca de 10 a 20 por cento dos casos, o VZV é reativado mais tarde na vida, a produção de uma doença conhecida como herpes ou herpes-zóster. O vírus também pode infectar o sistema nervoso central, com um artigo de 2013 relatando uma taxa de incidência de 1,02 casos por 100,000 habitantes, na Suíça, e uma taxa de incidência anual de 1,8 casos por 100,000 habitantes na Suécia. Para efeito de comparação, a esclerose lateral amiotrófica (ELA) tem uma taxa de incidência anual de 0,2 a 2,4 por 100,000 habitantes nos países industrializados.
Outras complicações graves da infecção pelo varicela zoster incluem neuralgia pós-herpética, meningite de Mollaret, zoster multiplex, e inflamação das artérias no cérebro que levam ao acidente vascular cerebral, mielite, herpes oftálmica, ou zoster sine herpete. Na síndrome de Ramsay Hunt, o vírus afeta o gânglio geniculado dando lesões que seguem ramos específicos do nervo facial. Os sintomas podem incluir bolhas dolorosas na língua e ouvido junto com fraqueza facial unilateral e perda auditiva.

## Tratamento
No interior do corpo humano, pode ser tratado por um número de drogas e agentes terapêuticos, incluindo aciclovir para a varicela, fanciclovir, valaciclovir para o shingles, globulina-zoster imune (GZI), e vidarabina. O VVZ globulina imune também é um tratamento.